# Lopé-Okanda
Lopé-Okanda là khu vực bảo vệ nằm ở trung tâm Gabon. Được thành lập vào năm 2002, vườn quốc gia được UNESCO công nhận là Di sản thế giới từ năm 2007. Nó được thành lập dựa trên Khu bảo tồn động vật hoang dã Lopé-Okanda thành lập từ năm 1946, là khu vực được bảo vệ đầu tiên ở Gabon.
Lãnh thổ của khu vực này đặc trưng bởi những cánh rừng mưa nhiệt đới rộng lớn với sự đa dạng sinh học đáng chú ý cả về động thực vật. Đây là nơi có một số loài động vật có vú lớn đang có nguy cơ tuyệt chủng như Khỉ đột phía tây và Voi rừng châu Phi. Phía bắc đặc trưng bởi thảo nguyên rộng lớn được hình thành khoảng 15.000 năm trước trong thời kỳ băng hà cuối cùng.
Lopé-Okanda là nơi có sự hiện diện của những dấu tích con người cổ đại với khoảng 1.800 bản khắc đá trong hang động, nhà ở và nhiều cổ vật có niên đại từ Thời đại đồ đá mới và Thời đại đồ sắt, bằng chứng trực tiếp về một tuyến đường di cư do hậu quả của sự biến đổi khí hậu sau khi băng hà đã khiến một nhóm dân cư người Bantu di chuyển về các khu rừng phía bắc Congo sau đó mở rộng về phía bắc và phía nam châu Phi.

## Địa lý
Khu vực này nằm tại Ogoué-Ivindo và Ogoué-Lolo, Gabon. Cảnh quan văn hóa Lopé-Okanda được tạo thành bởi Vườn quốc gia Lopé và Khu bảo tồn Okanda được thành lập vào năm 1946 nằm ở thung lũng sông Ogooué.

## Văn hóa
Địa điểm này là ví dụ điển hình cho quá trình sinh sống của các dân tộc ở Tây Phi, họ sinh sống và trú ẩn xung quanh các ngọn đồi, các hang động dọc theo thung lũng sông Ogooué. Lope-Okanda nổi bật với 1.800 bức tranh đá trạm khắc thời đại đồ đá mới đến thời đại đồ sắt, kéo dài 400.000 năm lịch sử phản ánh cuộc sống và di cư của người Bantu và các dân tộc khác ở Tây Phi, ảnh hưởng và lan đến tận phía Bắc Sahara, Nam Phi và Trung Đông. Họ lao động với công việc chủ yếu là nông nghiệp, săn bắt, chăn nuôi và sinh sống trú ẩn trong các hang động và các sườn đồi.

## Thiên nhiên
Đây là hệ sinh thái đa dạng với môi trường đồng cỏ thảo nguyên cuối cùng còn lại của thời kỳ băng hà cách đây 15.000 năm, các khu rừng mưa nhiệt đới. Hệ động thực vật vô cùng phong phú, bao gồm nhiều loài đang có nguy cơ tuyệt chủng cao, đặc biệt là các loài linh trưởng gồm Tinh tinh, Khỉ đột phía tây, Khỉ mặt chó, Khỉ đuôi chó, Khỉ Colobus đen, Vượn gấu. Các loài động vật ăn cỏ lớn khác gồm Voi rừng châu Phi, Hà mã, Lợn biển Tây Phi, Trâu rừng rậm châu Phi, Linh dương Sitatunga, Linh dương trung Phi. Các loài thú săn như Báo châu Phi, Beo vàng châu Phi, Chó hoang châu Phi. Ngoài ra, tại đây còn có nhiều loài chim đáng chú ý gồm Cắt nhỏ, Chim hói đầu cổ xám, Kền kền đầu trắng, Ó biển Cape.